# Dürlermühle
De Dürlermühle (ook: Wallhausermühle) is een voormalige watermolen op de Walhauser Bach, gelegen nabij het tot de Luikse gemeente Burg-Reuland dorp Dürler.
Deze bovenslagmolen fungeerde als korenmolen.
Reeds voor 1700 was er sprake van een watermolen, die eigendom was van de heren van Reuland.
Het waterrad, de gietijzeren overbrenging en de maalinrichting werden verwijderd. Het gebouw, deels natuursteen en deels baksteen, bleef bestaan.